# بليمور
بليمور Bel Imour
مركز السّاكنة بليمور، أنشئ في 1877-1878 في البلدية المختلطة برج بوعريريج (المعاضيد فيما بعد). حملت بليمور اسم سيريز (Ceres أو  Cérez) من خلال المرسوم المؤرخ في 9 أفريل 1889.
وقد شيّدت كبلدية بموجب المرسوم المؤرخ في 14 يناير 1957، مع مركز العناصر وجزء من دوار سيدي امبارك. الاسم الحالي: بليمور Bel Imour.
الشّانية Chenia
قرية تابعة لبليمور (سيريز فيما بعد)، تمّ إنشاؤها سنة 1877.
سمّيت الشانية، أيضا ببرج الشانية، وكانت ضمن الأراضي التي كانت للباشاغا سي محمد بن الحاج أحمد المقراني سيادة واسعة عليها، وتقع ضمن إقليم خليفة مجانة.
يذكر أن عديد المناطق ببرج بوعريريج حملت اسم البرج، منها برج بوعريريج، برج الغدير، برج زمورة، برج الشانية، برج مجانة.

## طابع البلدية
بلدية بليمور جل مساحتها ذات طابع فلاحي.

## العدد الإجمالي للشباب
بلغ عددهم حوالي 1342

## المجتمع المدني
الجمعيات البالغ عددها 21 جمعية بين ثقافية ورياضية وجمعيات الأحياء.
البرامج الهامة التي استفادت منها البلدية بالإضافة إلى المشاريع التنموية المختلفة :
استفادت البلدية من البرامج القطاعية :
برنامج حماية حوض القصب، نوع العملية، تشجير 600 هكتار.انتهء المشروع.
صندوق الهضاب العليا : تهيئة ورفع حصى المحجرة على 05 كلم، ذراع الشيح، فك العزلة.منتهي

## مؤشرات التنمية
الربط بالغاز الطبيعي، شبكة الكهرباء، الصرف الصحي، مياه الشرب.
الهيئات الحضرية :
أولاد براهيمي، المعاليق، الطبب، بنت أوحيدة، تجزئة 116، تجزئة 1964 الشانية، حي النصر، تجزئة 165، تجزئة 53، تجزئة 188
تجزئة 1980، تجزئة 1964 بليمور.